# درب بهشت
درب بهشت، شهری است مرتفع، کوهستان و سردسیر در شهرستان جیرفت و استان کرمان که در مسیر جاده رابر–جیرفت قرار گرفته است.

## جمعیت
بر پایه سرشماری عمومی نفوس و مسکن در سال ۱۳۹۵ جمعیت این شهر ۱۰٬۶۷۰ نفر (در ۳٬۲۶۹ خانوار) بوده‌است.

## رتبه در استان
شهر درب بهشت مرکز بخش ساردوئیه براساس سرشماری سال ۹۵ سومین بخش پرجمعیت استان کرمان است.  لیست ۱۰ بخش پرجمعیت استان کرمان که در آینده شهرستان خواهند شد.
- منبع: فهرست بخش های استان کرمان

| ردیف | بخش            | شهرستان  | جمعیت سال ۱۳۹۵ |
| ---- | -------------- | -------- | -------------- |
| ۱    | بخش بروات      | بم       | ۵۹٬۶۱۲         |
| ۲    | بخش اسماعیلی   | جیرفت    | ۴۲٬۸۶۷         |
| ۳    | بخش ساردوئیه   | جیرفت    | ۳۹٬۱۵۸         |
| ۴    | بخش ماهان      | کرمان    | ۳۳٬۵۲۱         |
| ۵    | بخش گلباف      | کرمان    | ٣٢٣۵۴          |
| ۶    | بخش چترود      | کرمان    | ۳۱٬۱۸۳         |
| ۷    | بخش زیدآباد    | سیرجان   | ۲۷٬۸۱۸         |
| ۸    | بخش نگین کویر  | فهرج     | ۲۶٬۹۲۲         |
| ۹    | بخش گنبکی      | ریگان    | ۲۵٬۹۷۶         |
| ۱۰   | بخش چاه دادخدا | قلعه گنج | ۲۵٬۵۴۰         |

هم اکنون جمعیت بخش ساردوئیه از ۵ شهرستان استان کرمان بیشتر است که در زیر آمده است.
| ردیف | شهرستان         | مرکز    | تاریخ تأسیس | جمعیت ۱۳۹۵ |
| ---- | --------------- | ------- | ----------- | ---------- |
| ۱    | شهرستان ارزوئیه | ارزوئیه | ۱۳۸۹        | ۳۸٬۵۱۰     |
| ۲    | شهرستان انار    | انار    | ۱۳۸۸        | ۳۶٬۸۹۷     |
| ۳    | شهرستان رابر    | رابر    | ۱۳۸۸        | ۳۵٬۳۶۲     |
| ۴    | شهرستان فاریاب  | فاریاب  | ۱۳۸۹        | ۳۴٬۰۰۰     |
| ۵    | شهرستان کوهبنان | کوهبنان | ۱۳۸۳        | ۲۱٬۲۰۵     |

## آب و هوا و اقلیم
آب و هوای این شهر سرد و کوهستانی است. این منطقه به‌دلیل ارتفاع زیاد از سطح دریا از مناطق برف‌گیر کشور محسوب می‌شود. در زمستان ۱۳۸۳ بیش از یک متر برف در بخش ساردوئیه به زمین نشست. همچنین در زمستان ۱۳۹۸ هم حدود یک متر برف در این منطقه باریده است. ارتفاع روستای دوچار و گَرِک (حدفاصل محور شوسه سربیژن - دهبکری) حتی به بیش از۳۲۰۰ متر از سطح دریاهای آزاد می‌رسد. چشمه‌ها و آبشارهای زیادی در منطقه ساردوئیه وجود دارد. آبشار گلم دخترکش دلفارد و آبشار منطقه ده والی جز زیباترین آبشارهای استان محسوب می‌شوند. درب بهشت در دامنه کوه‌های هزار و بهراسمان قرار گرفته‌است.

## فضای سبز شهری
فضای سبز شهر درب بهشت بیشتر درختان چنار و سپیدار است. به دلیل آب و هوای مناسب، سرانه فضای سبز شهر درب بهشت مطلوب است.

### پارک ها و بوستان ها
- پارک حرم
- پارک ورودی شهر درب بهشت

## مراکز تفریحی

### مجتمع تفریحی و گردشگری درحال احداث بام بهشت
مجموعه تفریحی گردشگری بام بهشت در زمینی قریب به ۹ هکتار در دامنه تل زرد روبروی مقبره امام‌زاده سلطان سید احمد در اردیبهشت ۱۴۰۳ به مدد تلاش های دکتر فاطمی احداث و افتتاح شد.

## بارش
میانگین بارش سالانه در شهر درب بهشت ۳۱۲ میلی‌متر و در ارتفاعات دلفارد و سربیژن به ۴۰۰ میلی‌متر هم می‌رسد؛ به شکلی که اهالی روستای سربیژن و برخی مناطق بخش ساردوئیه در تابستان روزهای بارانی را تجربه می‌کنند. در برخی از روزهای داغ تابستان که گرما در جیرفت به ۴۸ درجه می‌رسد، دمای هوا در درب بهشت در ساعات بامداد تک رقمی شده و اهالی این مناطق مجبور به استفاده از لباس گرم و وسایل گرمایشی می‌شوند.

## پوشش گیاهی
گردنه‌های سربیژن و امیرالمؤمنین همچنین مناطق جنگلی دلفارد، آب برده و سربیژن در محور ساردوئیه قرار گرفته‌اند. پوشش گیاهی در بخش ساردوئیه در هر منطقه با توجه به میزان بارندگی، جنس خاک، وضعیت دما متفاوت است. به گونه‌ای که در منطقه باغ‌علیشیر و شمال بُندر سراجی به دلیل بالا بودن دما و پایین بودن ارتفاع از درختچه‌های گز و کنار و کهکم به صورت پراکنده‌ پوشیده شده و کمی آن‌طرف‌تر جنگل‌های منحصربه‌فرد و متراکم گلپرک (انار شیطان) از زمین سر برافراشته‌اند. با گذر از گلپرکی و رسیدن به منطقه مدیترانه‌ای دلفارد پوشش گیاهی متفاوتی از درختان متراکم بنه، بادام کوهی و باغ‌های انگور، انار، مرکبات، زیتون و درختان سردسیری مشاهده می‌شوند که در هم ادغام شده‌‌اند. و هرچه به سمت شمال دلفارد پیش برویم متراکم‌تر می‌شوند. در فصل بهار فاصله بین درختها پوشیده از بوته‌های علف و گل‌های وحشی می‌شود، که طی سالهای اخیر متأسفانه بر اثر کاهش بارندگی و تجدید خشکسالی در شرف نابودی تدریجی قرار گرفته‌اند. در فاصله ۵۵ کیلومتری شهر جیرفت پس از دلفارد ارتفاعات و کوهستان سربیژن قرار گرفته. سربیژن و ارتفاعات آن پوشیده از درختان سرو کوهی، ارچین، بادام کوهی و بوته‌های درمنه ترکی است. چمنزارهای سربیژن جز زیبایی‌های بخش ساردوئیه محسوب می‌شوند که متأسفانه بر اثر کاهش نزولات جوی، چرای بی‌رویه دامها  و تبدیل به اراضی کشاورزی طی یک دهه اخیر مساحت آن‌ها به شکل چشم‌گیری کاهش یافته است. در شهر درب بهشت و روستای بهراسمان جنگل‌ها پراکنده و بیشتر به صورت بوته‌های متراکم درمنه می‌باشد.

## حیات وحش
ساردوئیه زیستگاه حیواناتی نظیر خرس سیاه آسیایی، گراز، گرگ، روباه، خرگوش، لاک‌پشت، مار، گربه وحشی، شغال و کل؛ و پرندگانی نظیر کبک، عقاب قهوه‌ای، قرقی، کلاغ، جغد، سار، انواع گوناگون فنچ، بلدرچین، شاهین، سینه سرخ، زرده مرغ، گنجشک، کراجیک و… است که نسل برخی از آن‌ها در حال انقراض بوده یا منقرض شده‌اند. این شهر در فصل تابستان دارای میوه‌های سردسیری فراوانی همچون گردو، گیلاس، هلو، زردآلو، گلابی، سیب و ... می‌باشد.

## موقعیت جغرافیایی
این شهر از شرق به بم و منطقه جبالبارز، از غرب به شهرستان‌های رابر و بافت و از شمال به شهر راین (کرمان) و از جنوب به شهر جیرفت محدود می‌شود. شهر درب بهشت یکی از خوش آب‌وهواترین شهرهای کرمان و ایران به شمار می آید که در فاصله ۸۵ کیلومتری جیرفت و ۱۶۰ کیلومتری کلان‌شهر کرمان واقع شده‌است. مقبره امامزاده سلطان سید احمد نیز که یکی از نوادگان موسی بن جعفر می‌باشد در این بخش واقع شده‌است. به‌طور معمول آخر هفته و روزهای تعطیل شهر درب بهشت و جاده ساردوئیه پذیرای عده زیادی مسافر از سایر نواحی و استان‌های مجاور است که برای زیارت و تفریح عازم این منطقه می‌شوند. در بعضی روزهای تعطیل شمار مسافران و گردشگرانی که به این شهر وارد می‌شوند به ۵ تا ۱۰ هزار نفر هم می‌رسد.